# Neocallimastigomycota
Division
Sous-division
Classe
Ordre
Famille
Les Neocallimastigomycota sont un embranchement (ou division) comprenant des champignons anaérobies symbiotiques que l'on trouve principalement dans le rumen et le tractus gastro-intestinal des ruminants mais qui pourraient également avoir d'autres biotopes. Ce phylum comprend actuellement une seule classe, les Neocallimastigomycetes, un seul ordre, les Neocallimastigales, et une seule famille, les Neocallimastigaceae. Il y aurait environ 20 espèces de Neocallimastigomycota.
Ils auraient été reconnu comme un champignon dans le milieu des années 1970.

## Reproduction et croissance
Ces champignons se reproduisent dans l'estomac des ruminants par la formation de zoospores asexués dépourvue de centriole. Ils sont également connus pour leur utilisation de  transferts horizontaux de gènes avec des bactéries notamment pour des gènes codant des xylanases et d'autres glucanases. Leur  enveloppe nucléaire est également remarquable pour sa persistance durant la mitose.
Ces champignons sont anaérobiques, ils vivent dans un environnement sans oxygène, et ont donc des adaptations pour ce milieu particulier. En effet, n'ayant pas de mitochondries, de cytochromes et d'autres caractéristiques biochimiques de la voie de la phosphorylation oxydative, les champignons anaérobiques possèdent des organites spécialisés appelés hydrogénosomes, qui couplent le métabolisme du glucose à la production d'énergie cellulaire sans avoir besoin d'oxygène. Ces organites se rapprochent quand même des mitochondries et en seraient des dérivés.

## Rôle dans la dégradation des polysaccharides lignocellulosiques
Avec principalement les bactéries cellulolytiques ruminales, ces champignons jouent un rôle majeur dans la dégradation des polysaccharides lignocellulosiques grâce à la production d'enzymes cellulolytiques et hémicellulolytiques hautement actives qui s'organisent en des complexes enzymatiques ressemblant aux cellulosomes bactériens,. Ces enzymes dépolymérisent la cellulose et les hémicelluloses, et hydrolysent les oligosaccharides libérés, assurant ainsi la dégradation des fibres ingérées.

## Liste des genres
- Anaeromyces
- Caecomyces
- Cyllamyces
- Neocallimastix
- Orpinomyces
- Piromyces

## Métabolisme
Les Neocallimastigomycota sont dépourvus de mitochondrie et utilisent des hydrogénosomes pour oxyder le NADH en NAD+, utilisant H2 comme accepteur d'électrons.